# 앵그리 힐스
《앵그리 힐스》(The Angry Hills)는 영국에서 제작된 로버트 알드리치 감독의 1959년 드라마, 전쟁, 스릴러 영화이다. 레온 우리스의 동명의 소설에 기반을 둔다. 로버트 미첨 등이 주연으로 출연하였다.

## 출연

### 주연
- 로버트 미첨
- 스탠리 베이커
- 엘리자베스 뮬러

### 조연
- 지아 스칼라
- 데오도르 비켈
- 세바스찬 캐보트
- 피터 일링
- 레슬리 필립스
- 도날드 울핏
- 마리우스 고링
- 조셀린 레인
- 키에론 무어
- 조지 파스텔
- 스탠리 반 비어스
- 조지 유제니우
- 알렉 망고
- 패트릭 조던

## 기타
- 원작자: 레온 유리스
- 미술: 켄 애덤
- Ass-PD: 빅터 린돈